# Harlequin (videogioco)
Harlequin è un videogioco a piattaforme sviluppato dalla The Warp Factory e pubblicato dalla Gremlin Graphics nel 1992 per i computer Amiga e Atari ST.